# Mohammed Ouseb
Mohammed Ouseb (Tsumeb, 17 luglio 1974) è un ex calciatore namibiano, di ruolo difensore.

## Carriera

### Club
Ouseb vestì la maglia del Chief Santos, prima di passare ai sudafricani dei Kaizer Chiefs. Fu poi ingaggiato dai norvegesi del Lyn Oslo, per cui debuttò nella Tippeligaen in data 29 aprile 2001: subentrò ad Espen Haug nella sconfitta casalinga per 1-2 contro l'Odd Grenland. Il 24 giugno successivo, nel corso del 4-0 inflitto al Tromsø, arrivò la sua prima rete in squadra. Nel 2004, firmò per il Moroka Swallows, dove rimase fino al 2007.

### Nazionale
Con la Namibia, partecipò alla Coppa d'Africa 1998.